# Магічний реалізм
Магічний реалізм — художній метод, у якому магічні елементи включені в реалістичну картину світу.
У сучасному значенні цей термін скоріше описовий, ніж точний і його використовують як назву для стилів мистецтва, в яких поєднуються магічні елементи зі звичайним світом, історично термін використовували для опису модерністської течії переважно в літературі Латинської Америки. Магічний реалізм нерідко використовують у значенні фантастичного реалізму або сюрреалізму чи неосюрреалізму, як синоніми.
Спочатку термін «магічний реалізм» використовував німецький критик Франц Рох для опису «нової матеріальності» — жанру живопису.

## Загальна характеристика
«Магічний реалізм» — це реалізм, у якому органічно поєднуються елементи реального та фантастичного, побутового та міфічного, дійсного та уявного, таємничого. Магічний реалізм притаманний передовсім латиноамериканській культурі.
Основами латиноамериканського магічного реалізму є література, вірування, мислення доколумбових індіанських цивілізацій, таких як: ацтеки, мая, чибча, інки. Вже у творах, що мають індіанське коріння, написані чи то самими індіанцями, чи то іспанськими письменниками-істориками, священиками, солдатами, зустрічаються всі складові «чудесної реальності». Найбільш значущими авторами були:
- де Авіла, Франсиско — перуанський священик, який писав мовою кечуа і зібрав багатий етнографічний матеріал народів кечуа.
- Симон, Педро — розробник міфу про Ельдорадо.
- Бартоломе Арсанс де Орсуа-і-Вела — житель найбільшого мегаполісу Старого і Нового Світу — Потосі, що розробив з'єднання історії та міфу.

У 1950-60-х роках латиноамериканська література пережила справжній «бум». З'явився навіть спеціальний термін «карибське диво» в літературі. Вона стала загальновідомою в усьому світі, виникла ціла плеяда прекрасних письменників, і поєднувала їх схильність до «магічного реалізму». Вперше застосували термін «магічний реалізм» Мігель Анхель Астуріас та Алехо Карпентьєр. У традиціях магічного реалізму творили такі письменники як Жоржі Амаду «Мертве море», «Жубіаба», Габріель Гарсіа Маркес «Сто років самотності», «Стариган із крилами» Алехо Карпентьєр «Екуе-Ямба-о!», «Царство від світу того», Мігель Анхель Астуріас «Маїсові люди» та інші.
Ця літературна течія багато чим завдячує міфопоетичному світосприйняттю аборигенів Латинської Америки. Беззастережна віра в існування добрих і злих духів, олюднення сил природи, віра в існування потойбічних світів і сприйняття смерті й життя як двох сторін однієї монети, віра в можливості перевтілення однієї живої істоти в іншу — це все невід'ємні складові свідомості індіанців.
Уже в самому терміні криється поєднання двох протилежних категорій: «реалізм» (матеріальне, те до чого можна доторкнутися, буденне, звичайне) і «магічний» (фантастичне, несподіване, незвичайне, містичне, нез'ясовне). Звичайно, письменники в своїх творах не прагнули відтворити повною мірою міфологічну свідомість, та взяли від неї, як найголовніший, художній принцип — зображення казкового, фантастичного як реально сущого, й тому, зрозуміло, буденного. Реальність і фантазію тісно переплетено в їхніх творах і фантазія така ж реальна, як і сама реальність.
Відомим усьому світові «магічний реалізм» став завдяки роману «Сто років самотності» Габрієля Гарсіа Маркеса. Риси «магічного реалізму» помітні й в інших творах письменника. Так, в оповіданні «Стариган із крилами» розповідається про старого, що несподівано з'явився на подвір'ї звичайної сім'ї. Місце дії (селище) та дієвих осіб (сім'я, сусіди) зображено реально, з великою кількістю побутових деталей. Фантастичним є факт появи в селищі старого, адже в нього на спині крила, а також його можливість одночасно з'являтися в різних місцях. Люди прагнуть пояснити для себе це незвичайне явище, класифікувати якимось чином старого. Сусідка каже, що це — ангел (магічне), з іншого боку це звичайний старий (реалізм), але в нього незвичайні крила (магічне), тому його садять … до курника! Отже реальність і фантастика переплітаються вже в самій особі старого. Старий залишає селище тоді, коли до нього звикають, як до звичайного, тоді він піднімається в небо й летить.
Загалом, магічний реалізм — це явище не тільки латиноамериканської літератури, він має великі традиції європейського та світового письменства (Франсуа Рабле, Е. Т. А. Гофман, Микола Гоголь, Михайло Булгаков тощо). В українському химерному романі («Марко Пекельний» Олекси Стороженка, «Подорож ученого доктора Леонардо та його майбутньої коханки, прекрасної Альчести, по Слобожанській Швайцарії» Майка Йогансена, «Лебедина зграя», «Зелені Млини» Василя Земляка тощо). простежується чимало рис «магічного реалізму».

## Елементи магічного реалізму
- Фантастичні елементи можуть бути внутрішньо не суперечливі, але їх ніколи не пояснено.
- Герої приймають та не заперечують логіки магічних елементів.
- Численні деталі сенсорного сприйняття.
- Часто використано символи та образи.
- Емоції та сексуальність людини як соціальної сутності описувано дуже докладно.
- Викривлюється течія часу, так що він стає циклічним або вбачається відсутнім. Ще один засіб — колапс часу, коли сучасне повторює чи нагадує минуле.
- Причина та наслідок міняються місцями — наприклад, персонаж може страждати «до» трагічних подій.
- Широко використовують фольклор та міфологію.
- Події передано з альтернативних поглядів — голос оповідача перемикається з третьої на першу особу, часто трапляються переходи між топоглядами різних персонажів та внутрішнім монологом стосовно до загальних взаємин та спогадів.
- Минуле контрастує із сучасним, астральне — з фізичним, персонажі — один з одним.
- Ясний фінал твору дозволяє читачеві визначитися, що ж насправді відповідає до дійсного перебігу подій — фантастичне чи повсякденне.

## Автори, що писали в стилі магічного реалізму
- Жоржі Амаду
- Луїс де Берньє
- Хорхе Луїс Борхес
- Жанет Вінтерсон
- Габріель Гарсія Маркес
- Гюнтер Ґрасс
- Айзек Башевіс Сінгер
- Франц Кафка
- Бруно Шульц
- Італо Кальвіно
- Анжела Картер
- Хуліо Кортасар
- Мілан Кундера
- Мілорад Павич
- Харукі Муракамі
- Бен Окрі
- Салман Рушді
- Карлос Фуентес

## Магічний реалізм у кінематографі
Хоча термін рідко вживається в теорії кінематографії, багато фільмів дотримуються канонів магічного реалізму. Наприклад у фільмі Тіма Бертона «Велика риба», раніші фільми котрого наближені до фантастики, сюжет близький до реальності і тільки історії та спогади містять магічні елементи, які, в більшості випадків, могли б статись в реальності. Іншими класичними прикладами магічного реалізму в кіномистецтві можуть слугувати фільми «Сни» Акіри Куросави, «Фонтан» Даррена Аронофскі, «Амаркорд» Федеріко Фелліні, «Лабіринт Фавна» Гільєрмо дель Торо, а також фільм Девіда Фінчера «Загадкова історія Бенджаміна Баттона». У радянському кінематографі магічний реалізм уявлень представлений притчами грузинського режисера Олександра Рехвіашвілі («Грузинська хроніка XIX століття», «Шлях додому», «Ступінь», «Наближення»).
У кіно, як і в інших жанрах мистецтва, можна простежити зв'язок магічного реалізму з експресіонізмом.